# Шаповаленко Павлина Михайлівна
Шаповаленко Павлина Михайлівна (11 вересня 1949 — 27 квітня 2020) — сільсько-господарський виробничий кооператив "Агрофірма «Перше травня» (с. Великі Вільми Сумського району Сумської області), оператор машинного доїння, перша доярка-шеститисячниця, організатор і почесний президент клубу шеститисячниць.

## Нагороди
- Ордени Леніна (1976 р.), Трудового Червоного Прапора (1973 р.).
- Герой України (з врученням ордена Держави, 13 листопада 2001 р.).